# واکلاو لورین
واکلاو لورین (انگلیسی: Václav Laurin؛ ۱۶ اکتبر ۱۸۶۵ – ۱۳ اوت ۱۹۳۰) کارآفرین، بازرگان و مدیر ارشد اجرایی اهل جمهوری چک بود، که در سال ۱۸۹۵ با مشارکت واکلاو کلمنت شرکت اشکودا را تأسیس نمود.